# San Marcos Avilés
San Marcos Avilés är en ort i Mexiko.   Den ligger i kommunen Chilón och delstaten Chiapas, i den sydöstra delen av landet, 800 km öster om huvudstaden Mexico City. San Marcos Avilés ligger 1 168 meter över havet och antalet invånare är 492.
Terrängen runt San Marcos Avilés är kuperad åt sydost, men åt nordväst är den bergig. Terrängen runt San Marcos Avilés sluttar söderut. Runt San Marcos Avilés är det ganska tätbefolkat, med 129 invånare per kvadratkilometer. Närmaste större samhälle är Yajalón, 8,5 km nordost om San Marcos Avilés. Omgivningarna runt San Marcos Avilés är en mosaik av jordbruksmark och naturlig växtlighet.